# Las pistolas cantaron a muerte
Las pistolas cantaron a muerte es un spaghetti western italiano del año 1966, dirigido y producido por el cineasta italiano Lucio Fulci (futuro maestro del cine de terror) y protagonizado por Franco Nero y George Hilton. Es una de las mejores películas de este subgénero, con un aura de misterio y oscuridad muy interesantes y poco comunes en el género.

## Argumento
Tom (Franco Nero) es un buscador de oro que recibe el mensaje de un amigo de su pueblo natal pidiéndole que regrese. Cuando lo hace, encuentra el lugar dominado y atemorizado por el hacendado Señor Scott (Giuseppe Addobbati) y su sanguinario hijo Jason (Nino Castelnuovo), sin que nadie se atreva siquiera a cuestionar su métodos. Todas las personas que podrían procurarle información, incluso el amigo que le mandó la carta, son asesinados impunemente uno tras otro.
A la vista de la situación, Tom decide investigar lo que ocurre en el pueblo y se adentra en la mansión de los Scott junto con su hermano Jeff (George Hilton), el cual se ha convertido en un borracho.

## Reparto
- Franco Nero: Tom Corbett
- George Hilton: Jeff Corbett
- Linda Sini: Brady
- Giuseppe Addobbati: Señor Scott
- Nino Castelnuovo: Jason 'Junior' Scott
- Tom Felleghy: Murray
- Tchang Yu: Enterrador